# ビニルフェロセン
ビニルフェロセン(Vinylferrocene)は、化学式(C5H5)Fe(C5H4CH=CH2)の有機金属化合物である。フェロセンの誘導体であり、1つのシクロペンタジエニル配位子にビニル基が付加している。スチレンのフェロセンアナログで、いくつかのポリフェロセンの前駆体となる。橙色で、空気中で安定な油状の固体で、無極性有機溶媒に可溶である。
ビニルフェロセンは、アセチルフェロセンから得られるα-ヒドロキシルエチルフェロセンの脱水により合成できる。